# Åländska Segelsällskapet

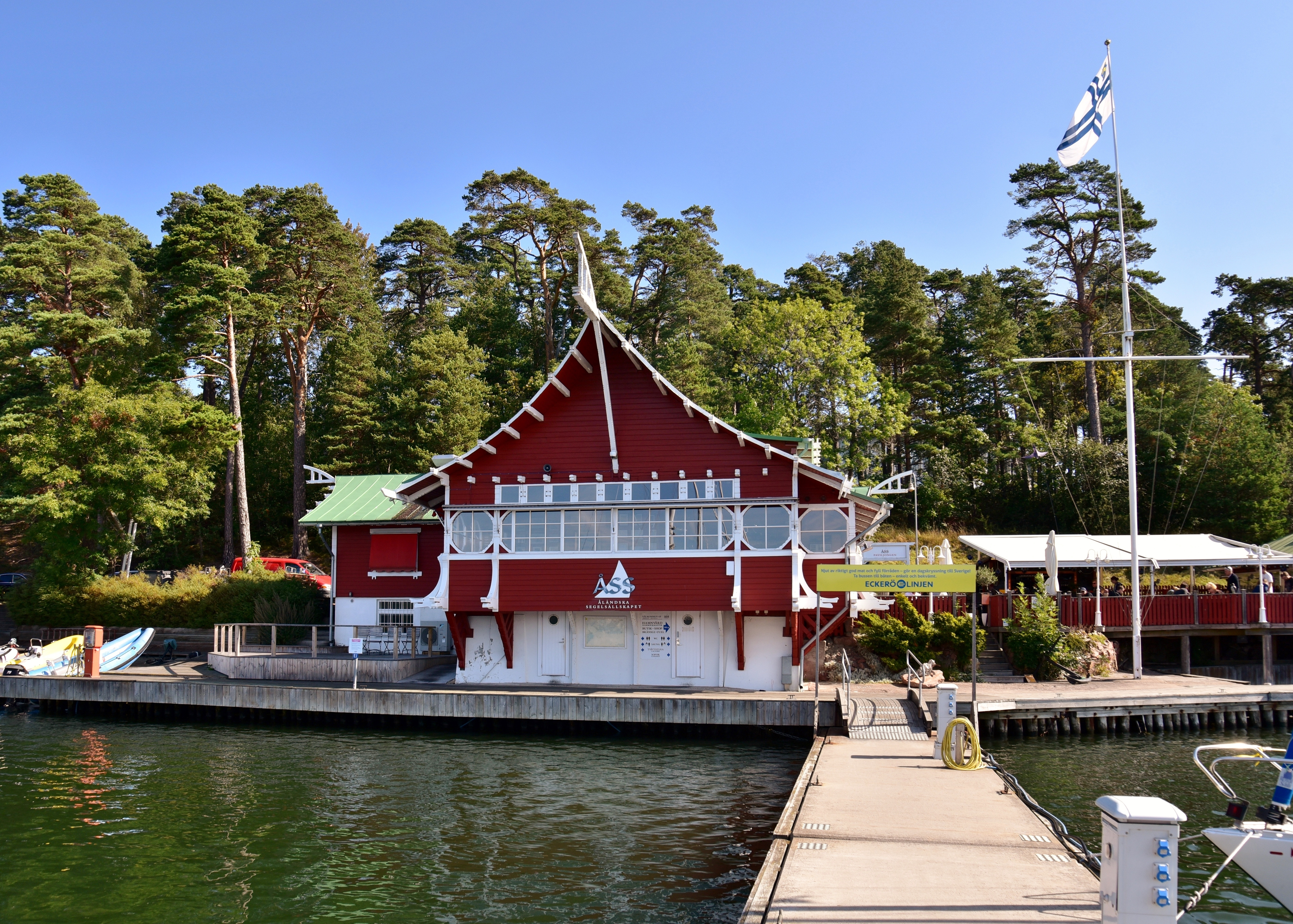
Segelsällskapets anläggning i Mariehamn med Segelpaviljongen.

Åländska Segelsällskapet (ÅSS) är en seglarförening på Åland. Föreningen bildades 1897 och har sitt säte i Segelpaviljongen i Mariehamns Västerhamn. Föreningen driver gästhamnar i Västerhamn i Mariehamn och Rödhamn i Lemlands södra skärgård. 